# Yusef Ali
Yusef Ahmed Ali (arab. يوسف احمد, ur. 14 października 1988) – katarski piłkarz pochodzenia saudyjskiego, występujący na pozycji napastnika w klubie Al-Sadd.

## Kariera piłkarska
Yusef Ahmed Ali jest wychowankiem klubu Al-Sadd z katarskiej ligi Qatar Stars League. W 2009 był wypożyczony do zespołu Qatar SC, jednak po roku wrócił do Al-Sadd.
Yusef Ahmed Ali w 2006 zadebiutował w reprezentacji Kataru. W 2011 został powołany do kadry na Puchar Azji rozgrywany właśnie w Katarze. Jego drużyna wyszła z grupy, zajmując 2. miejsce, jednak odpadła w ćwierćfinale z późniejszym mistrzem – Japonią. Yusef strzelił na tym turnieju dwie bramki – obie w meczu fazy grupowej z reprezentacją Chin (2:0).